# Cerro Bonete
Il Cerro Bonete (6.759 m s.l.m. - detto anche Bonete Chico) è un vulcano della catena delle Ande in Argentina. 
Si trova nella provincia di La Rioja non lontano dalla provincia di Catamarca.
Fu scalato per la prima volta nel 1913 dal versante est dal geologo tedesco Walther Penck, il quale credette di aver raggiunto la vetta in mezzo alla nebbia. Siccome non fu mai recuperata la sua prova lasciata in vetta, si presume che in mezzo alla nebbia sia arrivato solamente su una anticima.